# Botka Valéria
Botka Valéria (Arak, 1928. június 10. – Budapest, 2013. szeptember 28.) Liszt Ferenc-díjas kóruskarnagy.

## Életpályája
1950–1954 között a budapesti Liszt Ferenc Zeneművészeti Főiskolán tanult, ahol többek közt Ádám Jenő, Gát József, Kodály Zoltán, Szabolcsi Bence és Vásárhelyi Zoltán növendéke volt. 1954-ben a Magyar Rádió zenei osztályára került, ahol férje, Csányi László vezetése mellett dolgozott. 1954 őszén megalapították a Magyar Rádió Gyermekkórusát, amelyet egészen 1985-ig együtt vezettek. A kórus Európa szinte minden országában, az USA-ban, Kanadában és számos alkalommal Japánban is hatalmas sikerrel[forrás?] turnézott. 1970-ben megalapította a Magyar Állami Operaház Gyermekkarát, melynek élén szintén 1986-ig állt.

## Díjai
- 1966 Liszt Ferenc-díj
- 1982 SZOT-díj
- 1996 Németh László-díj
- 1998 Magyar Örökség díj
- 2004 A Magyar Köztársasági Érdemrend lovagkeresztje